# Verrucaria hydrela
Verrucaria hydrela är en lavart som beskrevs av Ach. Verrucaria hydrela ingår i släktet Verrucaria och familjen Verrucariaceae.  Arten är reproducerande i Sverige. Inga underarter finns listade i Catalogue of Life.